# Palacete Góes Calmon
O Palacete Góes Calmon é uma casa com arquitetura eclética, sede da Academia de Letras da Bahia desde 7 de março de 1983. Está localizado na avenida Joana Angélica número 198 no bairro de Nazaré em Salvador, bem como sediou o Museu de Arte da Bahia, a partir de 2 de julho de 1946.    

## História
O Palacete Góes Calmos foi residência da família do governador Francisco Marques de Góes Calmon, que governou a Bahia de 1924 a 1928. Depois do seu falecimento, o interventor Renato Pinto Aleixo adquiriu o imóvel e a coleção de artes para ser a sede do Museu do Estado, de 2 de julho de 1946, até o final dos anos 1960, quando necessitou de reformas. 
No governo de Luiz Viana Filho, o  palacete foi restaurado e reaberto ao público em 6 de novembro de 1970, data natalícia do governador Góes Calmon. 
O seu acervo artístico então passa a ser definido com a atual denominação de Museu de Arte da Bahia e, assim, ali funcionou até 7 de março de 1983, quando Academia de Letras da Bahia passou a sediar espaço, abrindo-se um novo ciclo de múltiplas atividades culturais com cursos, concursos, seminários e conferências, acompanhadas de doações pelos acadêmicos. 